# Cadaverina
La cadaverina, una diammina fetida, è un prodotto di degradazione delle proteine. In particolare, è il prodotto di decarbossilazione dell'aminoacido lisina, reazione catalizzata dall'enzima lisina decarbossilasi.
È stata studiata nei processi di putrefazione dei tessuti animali, insieme alla putresceina e ad altre poliammine. La cadaverina ha una certa importanza nel ciclo cellulare, ha formula NH2(CH2)5NH2 ed è molto simile alla putresceina dalla quale si differenzia per la catena alchilica formata da cinque CH2 anziché quattro. Il suo nome IUPAC è 1,5-pentandiammina.
La cadaverina, presente sia in alimenti di origine animale che vegetale, non è riscontrabile solo in corpi in putrefazione: è presente in piccole quantità anche negli esseri viventi, in parte responsabile del particolare odore dell'urina e dello sperma.